# The Long Road North
Albums de Cult of Luna
A Dawn to Fear
(2019)
The Long Road North est le neuvième album studio du groupe suédois Cult of Luna, sorti le 11 février 2022 sous le label Metal Blade Records,.

## Liste des pistes
| 1.    | Cold Burn               | 9:41  |
| 2.    | The Silver Arc          | 7:37  |
| 3.    | Beyond I                | 3:07  |
| 4.    | An Offering to the Wild | 12:43 |
| 5.    | Into the Night          | 6:58  |
| 6.    | Full Moon               | 3:06  |
| 7.    | The Long Road North     | 10:02 |
| 8.    | Blood Upon Stone        | 11:39 |
| 9.    | Beyond II               | 4:07  |
| 69:00 |                         |       |